# Cesta (Ajdovščina)
Cesta (Duits: Strassdorf) is een plaats in Slovenië en maakt deel uit van de gemeente Ajdovščina in de NUTS-3-regio.

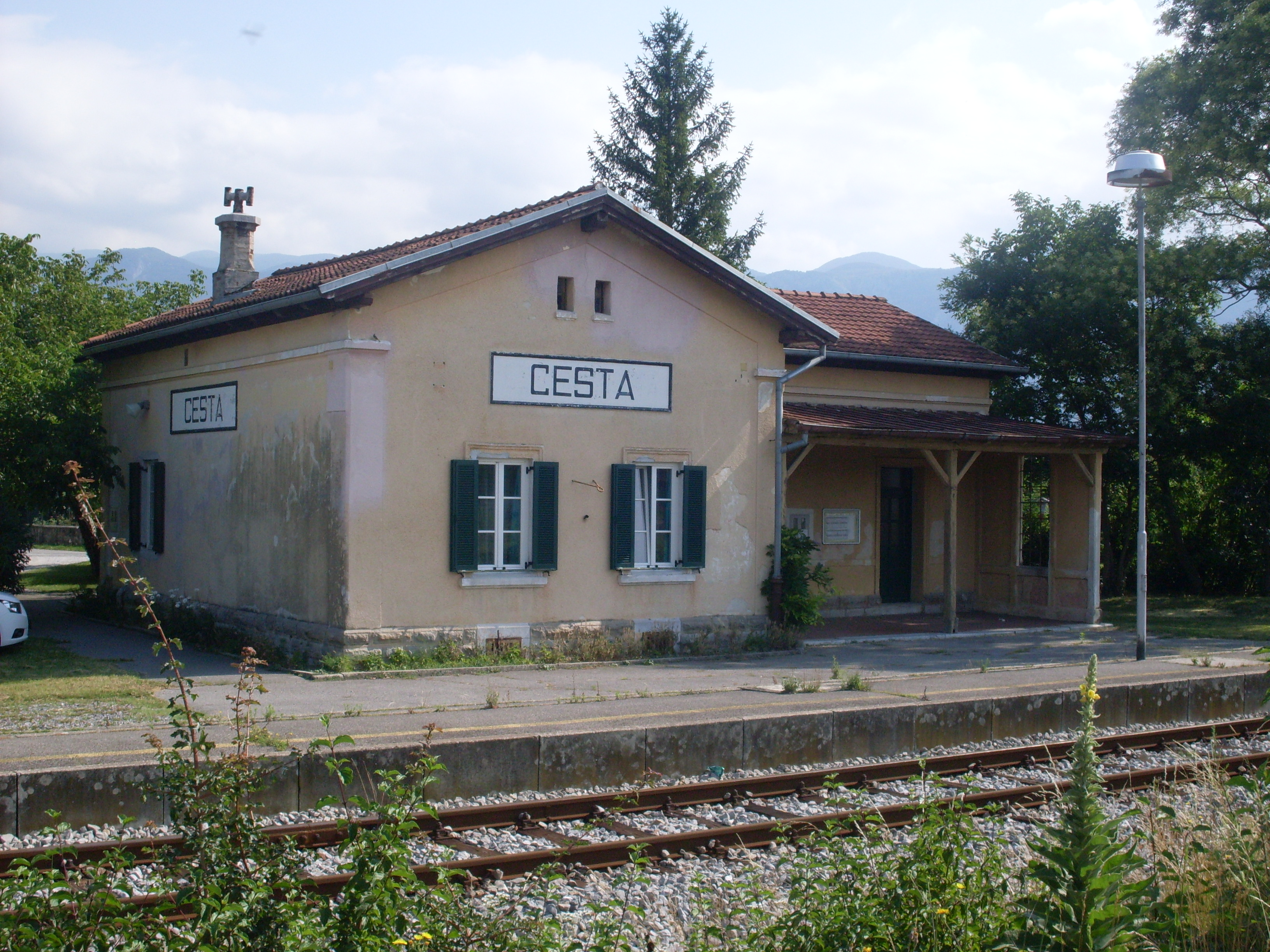
Stationsgebouw